# La Maddalena (Milano)

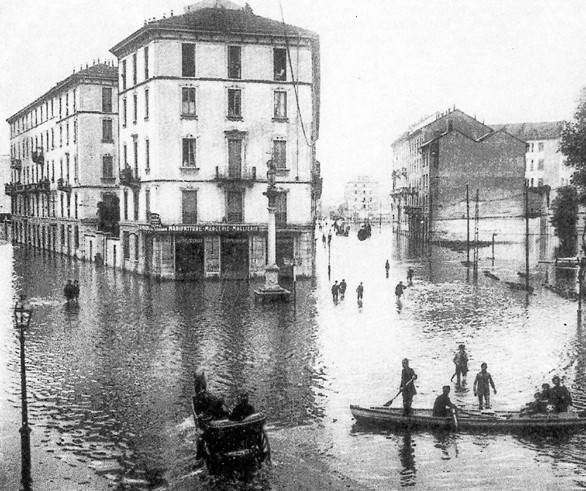
La Maddalena sott'acqua durante l'esondazione dall'Olona, 1917

La Maddalena (in lombardo La Madalena) era uno dei borghi dei Corpi Santi di Milano, vicino a quello di San Pietro in Sala, che al tempo ricopriva un ruolo di maggiore importanza. Oggi il quartiere   è più spesso chiamato De Angeli. Appartiene al Municipio 7  e al NIL n. 58 "De Angeli - Monte Rosa". 

## Storia
Venne fondato dalla popolazione in fuga dall'assedio del Barbarossa a Milano del 1162, insieme a vari altri borghi di nella stessa zona: venne costruito dove la strada per Baggio attraversava com un ponte l'Olona. Alla fine della peste del 1576-77 Carlo Borromeo fece costruire la colonna della Maddalena, una delle tante Colonne votive di Milano, dove la strada per Baggio (oggi Via Trivulzio) si divide dalla strada per Vercelli e Novara (oggi Via Rubens).
Con l'industrializzazione della fine dell'800 varie fabbriche vengono costruite nel borgo, grazie anche alla vicinanza col fiume: la più importante sarà la De Angeli-Frua che, chiusa per il 1960, lascia un ampio spazio dopo la sua demolizione che viene utilizzato, nel contesto di una zona sempre più urbanizzata, per costruire nuove case.
Nel 1920 l'Olona viene sotterrato, e per ricordarlo viene costruita una fontana, oggi rimossa.
Vi è anche una galleria commerciale, annessa alla fermata del metrò, che però non ebbe particolare successo e divenne luogo di malaffare, tanto che venne chiusa: c'è anche un Parco, costruito in uno degli spazi lasciati dalla fabbrica.

## Il nome
Oggi il nome originale è quasi dimenticato, e il quartiere moderno è chiamato con il nome delle due fabbriche, ossia De Angeli-Frua, spesso abbreviato solo in De Angeli. Ad ogni buon conto, tuttavia, il quartiere di De Angeli-Frua si trova solo sul sito dell'antica fabbrica demolita, mentre il borgo della Maddalena era più grande, e comprendeva quelle che oggi sono le zone della Baggina, via Marghera e anche piazza Piemonte e via Washington, e raggiungeva la Chiesa di Santa Maria degli Angeli e San Francesco in piazza Velasquez.